# بخش براونز کریک، شهرستان رد لیک، مینه سوتا
بخش براونز کریک (به انگلیسی: Browns Creek Township) یک منطقهٔ مسکونی در ایالات متحده آمریکا است که در شهرستان رد لیک، مینه‌سوتا واقع شده‌است.
 بخش براونز کریک ۳۱٫۳ کیلومتر مربع مساحت و ۵۸ نفر جمعیت دارد و ۳۲۰ متر بالاتر از سطح دریا واقع شده‌است.